# الجناح الملكي
الجناح الملكي، المعروف أيضا باسم جناح برايتون، هو مقر ملكي سابق يقع في برايتون، إنجلترا. وابتداء من عام 1787، تم بناؤه على ثلاث مراحل كما تراجعت مدينة شاطئ البحر لجورج، أمير ويلز، الذي أصبح الأمير ريجنت في عام 1811. وهو مبني على الطراز الهندي العربي الأكثر انتشارا في الهند خلال القرن 19. مظهر الحالي للجناح، مع القباب والمنارات، هو عمل المهندس المعماري جون ناش، الذي صمم امتداد للبناء ابتداء من عام 1815.

## التاريخ
زار الأمير ويلز، الذي أصبح في وقت لاحقاً جورج الرابع، لأول مرة برايتون في عام 1783، في سن الـ 21. وأصبحت المدينة الساحلية أكثر أناقة، وذلك بعد إقامة الأمير هنري، دوق كمبرلاند،عم جورج، الذي كان يجيد تذوق الطبخ واللعب والمسرح وبعد فترة شاركه الأمير الصغير في السكن والذي أقام معه في برايتون بمنزل البستان. وبالإضافة إلى ذلك، أبلغ طبيب الأمير ويلز أن مياه البحر ستكون مفيدة لمرض النقرس له. وفي عام 1786 بعد حدوث أزمه ماليه وبدأ التحقيقات البرلمانيه بسبب البزخ والإسراف في بناء منزل كارلتون، اضطر الملك إلى استئجار مزرعة متواضعة مقابلة لمنطقة أستين وهي منطقه خضراء في برايتون تستخدم كمنتزه للزوار. وبعيدا عن الديوان الملكي في لندن، كان الجناح مكان سري جيد لكي يستمتع الأمير بقضاء أطول الفترات مع رفيقته القديمه ماريا فيتزهيربيرت. ورغب الأمير في الزواج منها، وفعل ذلك ولكن في إطار من السرية، كما يحظر دينها الكاثوليكي له الزواج منها بموجب قانون الزواج الملكي 1772.

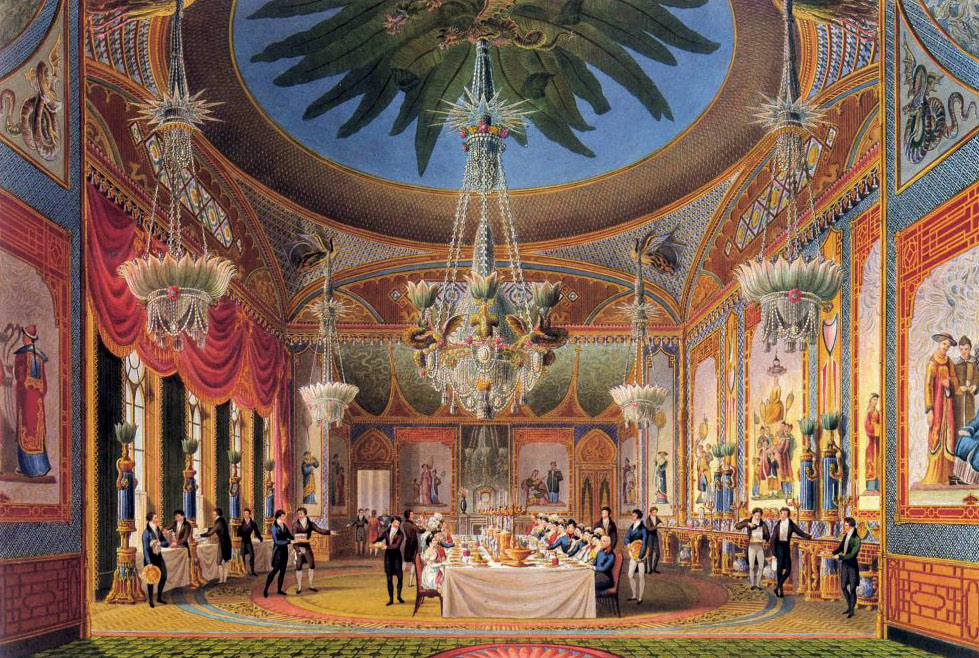
غرفة الطعام المزينة ببزخ في الجناح الملكي، من تصميمات جون ناش للجناح الملكي (1826)..

في عام 1787 كلف الأمير مصمم منزل كارلتون، هنري هولند، بتوسيع المبنى الحالي. والذي أصبح جزء من الجناح البحري، المرفق به مبنى مستدير، يتضمن ثلاث غرف رئيسية: غرفة الإفطار، غرفة طعام، ومكتبة، والمجهزة على الطراز الكلاسيكي الحديث، ومزينه باللوحات الزخرفية التي رسمها بياجيو ريبيكا في 1801-1802. في 1801-1802 تم توسيع الجناح وتزويده بغرفة طعام جديدة ومعهد الموسيقي، بتصميم من بيتر فريدريك روبنسون، الذي كان يعمل في مكتب هولاند. كما اشترى الأمير الأراضي المحيطة ذات الملكية الخاصة، والتي أقيم عليها مدرسه كبيرة لركوب الخيل، واسطبلات على الطراز الهندي في 1803-1808، بتصاميم من قبل ويليام بوردين. وتم تزويد الإسطبل بعدد 60 خيل من الخيول مما أدى إلى تضاؤل مساحة الحناح البحري.
وبين عام 1815 و 1822 قام المصمم جون ناش بإعادة تصميم وعمل توسعات أكبر، ومن أعماله التي لا تزال واضحة اليوم. القصر اللافت للنظر في وسط برايتون، ذات السطح الخارجي ذو الطراز الهندي الإسلامي وهو فريد من نوعه. كما أن التصميم الداخلي الخيالي يعود في المقام الأول إلى فريدريك كارس ومن بعده رسام الديكور المعروف إلى حد ما روبرت جونز. وقد تأثر بشكل كبير بالطرز الصينية والهندية (مع العناصر المعمارية المغوليه الإسلامية). وهو مثال فريد على الابداع في استبدال المذاق الكلاسيكي السائد بطراز الريجنسي

## شراء برايتون

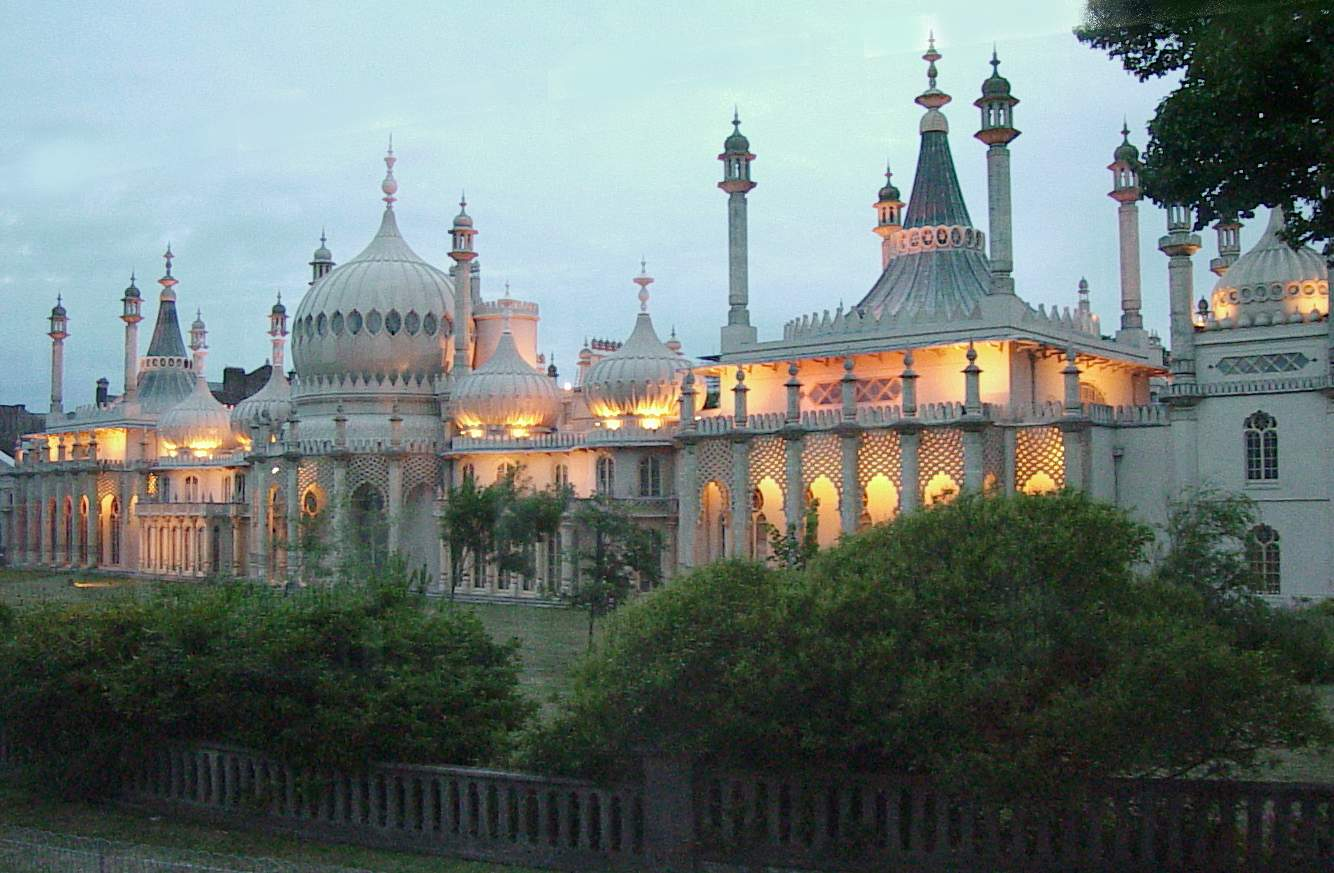
الجناح الملكي وقت الغروب

بعد وفاة جورج الرابع في عام 1830، وخلفه الملك وليام الرابع، بقى أيضا في الجناح مع استمرار زياراته المتكررة إلى برايتون. مع ذلك الملكة فيكتوريا لم تحب برايتون وعدم وجود الخصوصية في الجناح كذلك. أصبح سكان لندن في عام 1841 بامكانهم الدخول إلى برايتون وذلك من خلال سياج، وزادت شعبيته عند الجماهير. بالاضافه إلى ذلك أصبح الجناح الملكي مكتظ وضيق لكبر عائلة فيكتوريا. وعلى نحو معرف، فقد كرهت الملكة فيكتوريا انجذاب الناس وكثرة زيارتهم وانتباههم للبرايتون قائلة «ان الناس هنا حمقى ومزعجين».
بعد ذلك قامت هي بشراء منزل ذات حديقة واعيد تطويره من قبلها ليصبح فيما بعد منزل اوسبة رن بجزيرة وايت. وكان المنزل الصيفي الذي تقضي فيه الأسرة الملكية عطلاتها. وبعد زيارتها الأخيرة للبرايتون في عام 1845، خططت الحكومة لبيع المبنى والأراضي المحيطه به. وقد نجح أعضاء لجنة برايتون ومجلس الكنيسة في تقديم عرض للحكومة ببيع البرايتون للمدينه بقيمة 53000 دولار. وفي عام 1850 وأثناء إجراء تعديلات للبرايتون ( حسب قانون الجناح الملكي والأراضي المحيطه). كما ساعد البيع في تمويل وشراء أثاث منزل أوسبورن .
وفي عام 1860، تم تحويل الاسطبلات الملكية المجاورة إلى قاعة حفلات، التي تعرف الآن باسم قبة برايتون، كما حولت بلدة المبنى إلى عدة غرف مجمعه. وتم إزالة العديد من التركيبات والتجهيزات الأصلية للجناح بناء على أوامر من الأسرة المالكة وقت البيع، ومعظمها إما في قصر باكنغهام أو قلعة وندسور.و في أواخر 1860، أعادت الملكة فيكتوريا إلى برايتون كميات كبيرة من التجهيزات غير المستخدمة. كما أعاد جورج الخامس والملكة ماري المزيد من الأثاث إلى القصر وذلك بعد الحرب العالمية الأولى.
بعد نهاية الحرب العالمية الثانية، وأنفقت بلدية برايتون قدرا كبيرا من الوقت والجهد والمال استعادة الجناح إلى حالته في عهد الملك جورج الرابع. وفي عام 1950 قامت الملكه اليزابيث بامداد الدولة بأكثر من 100 قطعه أثاث التي اتخذت برنامجا مكثفا لاستعادة الغرف، واستعادة شكل الجدران، وخلق نسخ طبق الأصل من بعض التجهيزات الأصلية وأحيانا قطعة من الأثاث.

## الحرب العالمية الأولى

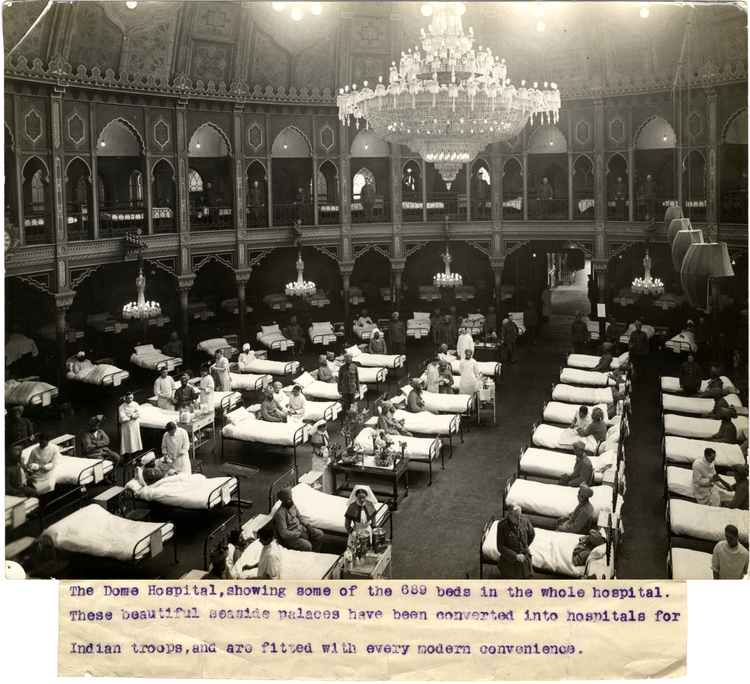
أسرة المستشفيات في القبة أثناء الحرب العالمية الأولى

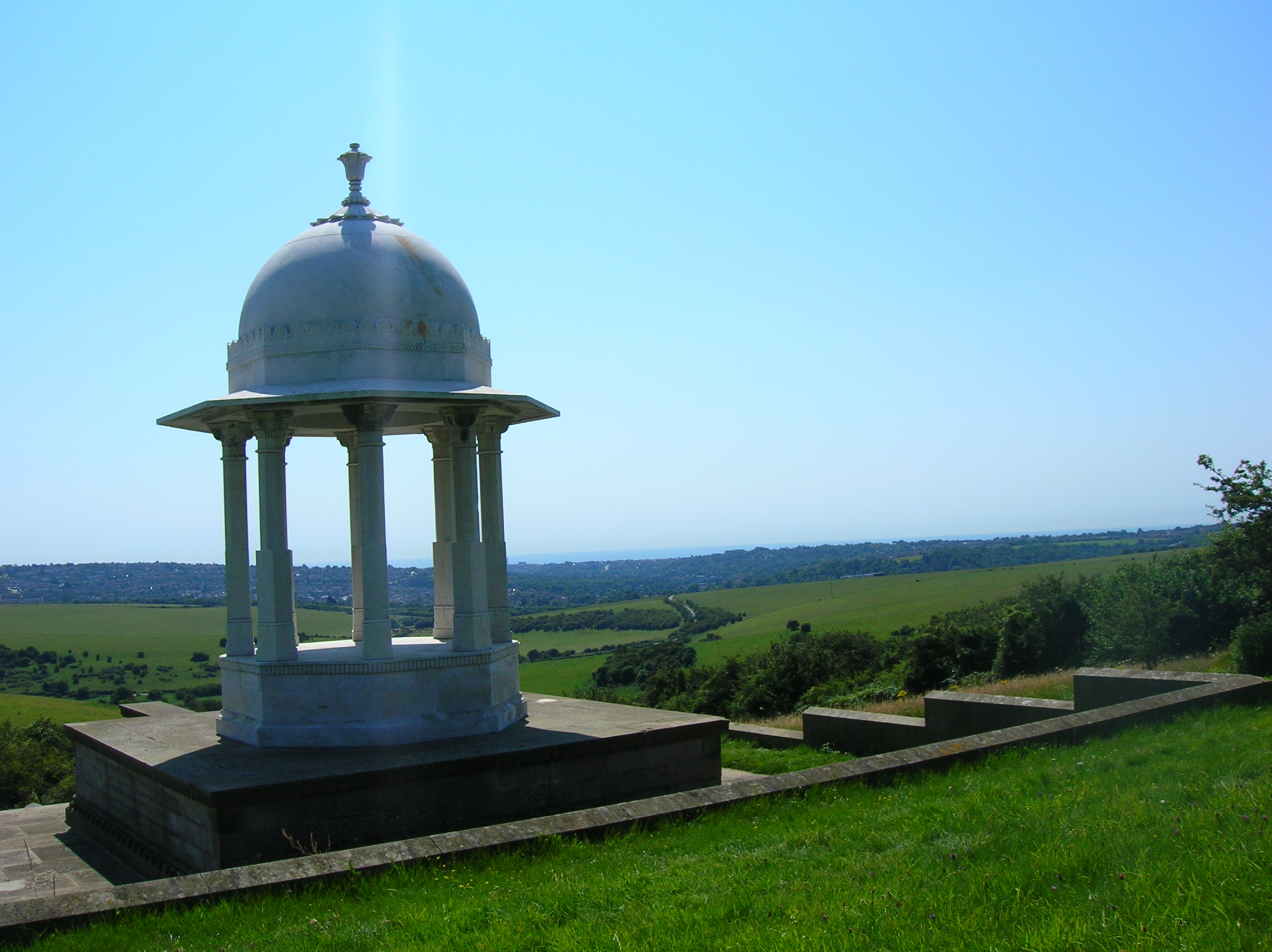
The Chattri, نصب تذكاري لذكرى المحرقة الجنائزية للجنود الهنود الذين توفوا في مستشفى الجناح أثناء الحرب العالميه.

خلال الحرب العالمية الأولى، تم ضم الجناح الملكي إلى المباني المجاورة له في برايتون، ثم تم تحويلها إلى مستشفى عسكريه ابتداءا من ديسمبر 1914 وحتى يناير 1916، وكان يتم علاج الجنود المرضى والجرحى من الجيش الهندي في القصر السابق. كانت المستشفى العسكريه والقبة المجاورة سابقا جزءا من مجمع الاسطبلات الملحق بالقصر.
تم تزويد مستشفى الجناح باثنين من غرف العمليات وأكثر من 720 سرير. وعولج بها أكثر من 2300 فرد في المستشفى. تم اتخاذ اجراءات وترتيبات دقيقه لتلبية احتياجات المرضى من مختلف الديانات والثقافات. وضعت تسعة مطابخ مختلفة في انحاء المستشفى، وكان يتم طهي الغذاء من قبل أفراد الجيش الجنود والزملاء والأخوة في الدين. كما تم توفير ساحه شرقيه للمسلمين للصلاة موجهه نحو مكة المكرمة، في ذلك الحين قامت السيخ بتزويد المخيمات للعباده في مختلف الأرجاء.
وأبرزت حكومة الإمبراطورية دور الجناح كما بينت أن الجنود الجرحى من الهند كانوا يعاملون بشكل جيد. وذلك خلال تقرير رسمي من الدولة، وقدمت كذلك سلسلة من الصور الفوتوغرافية لإظهار الغرف المتألق التي تم تحويلها إلى أقسام للمستشفى. (على النقيض من ذلك، تم التقاط بعض الصور من الإصلاح المحلي، وإعادة تسميتها بالمستشفى الهندي كيتشنر، والذي تم تحويلها لإيواء لغالبية الجنود الجرحى. والمعروفه الآن باسم مستشفى برايتون العامة). وقد زار اللورد كتشنر الجنود في يوليو 1915، والملك جورج الخامس في أغسطس من العام نفسه، الذي قدم تكريما للعديد من الجنود.
وتم إغلاق المستشفى الهندية في نهاية يناير 1916. ومعظم الجيش الهندي قد انسحب من الجبهة الغربية انتقل إلى منطقة الشرق الأوسط.
تم إعادة فتح الجناح كمستشفى في أبريل 1916. وأصبحت المستشفى مفتوحه لاستقبال " الأفراد المشوهين، علاج الجنود البريطانيين الذين فقدوا الذراعين والساقين، وغالبا من البتر. بالإضافة إلى معالجة الأفراد ذوي الاحتياجات الخاصه، كما تم وضع تركيز كبير على إعادة تأهيل الأفراد من خلال تدريبهم على المهارات والحرف. ومستشفى جناح ظلت مفتوحه حتى صيف عام 1920، عندما أعيد المنشأ لاتحاد ملاك برايتون.

## السياحة
بعد بيع الجناح الملكي من الملكة فيكتوريا إلى برايتون، شهد بدايات جذب الموقع كوجهة سياحية. تم تغيير الجناح الملكي من الإقامة الخاصة إلى موقع لجذب الجمهور في إطار الملكية المدنية. اليوم حوالي 400000 شخص يزورون الجناح الملكي سنويا.

## مكان لإقامة حفلات الزفاف
تم ترخيص الجناح الملكي كمكان لإقامة حفلات الزفاف يوم 29 مارس عام 2014. وكان الجناح الملكي في استضافة واحدة من أوائل الزيجات القانونية. وبعد ذلك عقد في المملكة المتحدة بعد مرور 2013 قانون الزواج.

## وصلات خارجية
- الجناح الملكي والمتاحف الموقع الرسمي
- صور للجناح الملكي
- أساس الجناح الملكي والمتاحف.
- طبيب جناح برايتون، الجناح الملكي كمستشفى للجنود من الجيش الهندي والبريطاني خلال الحرب العالمية